# Liste der Monuments historiques in La Horgne
Die Liste der Monuments historiques in La Horgne führt die Monuments historiques in der französischen Gemeinde La Horgne auf.

## Liste der Objekte
| Bezeichnung               | Beschreibung                                         | Standort                        | Kennzeichnung | Schutzstatus | Datum | Bild |
| ------------------------- | ---------------------------------------------------- | ------------------------------- | ------------- | ------------ | ----- | ---- |
| Kanzel                    | Holz, bezeichnet 1656                                | in der Kirche Notre-Dame (Lage) | PM08001229    | Inscrit      | 1988  |      |
| Relief Mariä Himmelfahrt  | Stein, farbig gefasst, 17. Jahrhundert               | in der Kirche Notre-Dame (Lage) | PM08001230    | Inscrit      | 1988  |      |
| Skulptur Heiliger Blasius | Holz, ehemals farbig gefasst, 16. Jahrhundert        | in der Kirche Notre-Dame (Lage) | PM08000275    | Classé       | 1966  |      |
| Zelebrantenbank           | Holz, Metall, 18. Jahrhundert; mit eingebauter Truhe | in der Kirche Notre-Dame (Lage) | PM08001228    | Inscrit      | 1988  |      |